# Odpieniacz białek

Budowa odpieniacza białek:
1. zbieracz piany
2. piana
3. woda
4. pęcherzyki powietrza
5. kostka lipowa
6. wlot wody
7.wylot wody

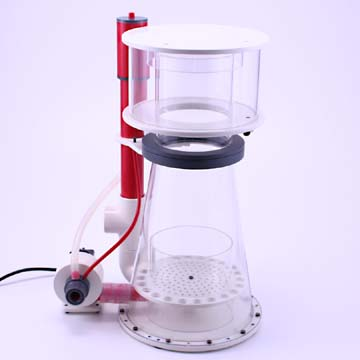

Odpieniacz białek – filtr usuwający z wody słonej m.in. tłuszcze, kwasy tłuszczowe, kwasy organiczne, aminy, lipidy, fosforany, fenole, węglowodany, jodki i metale związane z białkami. 
Wprowadzana do urządzenia woda jest spieniana przez drobne pęcherzyki powietrza. Następnie piana unosząca się na powierzchni wody przelewa się do oddzielnej komory, w której zbierają się skondensowane zanieczyszczenia w postaci ciemnego płynu. Oczyszczona woda natomiast wraca do zbiornika. 
Wyróżnia się różne konstrukcje odpieniaczy. M.in. montowane wewnątrz albo na zewnątrz akwarium lub sumpa, czy wykorzystujące zwężkę Venturiego i pompę z wirnikiem igiełkowym lub napowietrzacz i kostkę lipową do wytworzenia mieszaniny wody i powietrza.